# Superliga 1978/79
Die Saison 1978/79 war die siebte Spielzeit der Superliga, der höchsten spanischen Eishockeyspielklasse. Meister wurde zum insgesamt dritten Mal in der Vereinsgeschichte der CH Casco Viejo Bilbao.  

## Hauptrunde

### Modus
In der Hauptrunde absolvierte jede der fünf Mannschaften insgesamt 16 Spiele. Der Erstplatzierte nach der Hauptrunde wurde Meister. Für einen Sieg erhielt jede Mannschaft zwei Punkte, bei einem Unentschieden gab es ein Punkt und bei einer Niederlage null Punkte.

### Tabelle
|    | Klub                  | Sp | Punkte |
| -- | --------------------- | -- | ------ |
| 1. | CH Casco Viejo Bilbao | 16 | 28     |
| 2. | CH Txuri Urdin        | 16 | 27     |
| 3. | FC Barcelona          | 16 | 17     |
| 4. | CH Jaca               | 16 | 8      |
| 5. | Zubialde Bilbao       | 16 | 0      |

Sp = Spiele, S = Siege, U = unentschieden, N = Niederlagen, OTS = Overtime-Siege, OTN = Overtime-Niederlage, SOS = Penalty-Siege, SON = Penalty-Niederlage